# 小糸製作所
株式会社小糸製作所（こいとせいさくしょ、英: Koito Manufacturing Co., Ltd.）は、東京都品川区に本拠を置く自動車用照明部品、航空機部品メーカーである。自動車用照明で世界首位。

## 概説
世界で唯一、光源からランプシステム制御までを一気通貫で開発、生産をしている。また、次世代の光源として期待されている白色発光ダイオードに注目し、LEDヘッドランプの開発に取り組んでおり、2007年（平成19年）には日亜化学工業との共同開発でレクサスLS600hL / LS600hへの搭載で世界初の実用化に成功し、2013年（平成25年）には世界初となる1灯の光源でロービームとハイビームの切替が可能なBi-Beam LEDヘッドランプを開発し、翌年、マイナーチェンジを実施したプリウスα/メビウスに先行搭載された。
子会社に、鉄道車両機器、情報システム等の製造を行うコイト電工などがある。三井住友アセットマネジメントが販売するトヨタグループ株式ファンドを構成する会社である。
同社の企業メッセージは、「安全を光に託して〜人とクルマの安全は私たちの願い」である。

## 沿革
- 1915年（大正4年）4月1日 - 小糸源六郎商店創業。鉄道信号用フレネルレンズの生産を始める。
- 1936年（昭和11年）4月1日 - 株式会社小糸製作所設立
- 1947年（昭和22年）9月22日 - 内外商事株式会社設立。
- 1948年（昭和23年）7月 - 内外商事株式会社の商号を小糸商事株式会社に変更。
- 1957年（昭和32年）
  - 小糸商事株式会社の商号を小糸工業株式会社に変更。
  - 10月 - オールグラスシールドビーム (SB) ヘッドランプ生産販売開始
- 1967年（昭和42年）4月 - 小糸工業株式会社（後のKIホールディングス株式会社）に自動車照明以外の事業を譲渡。
- 1970年（昭和45年）12月 - 日星工業株式会社に技術及び資金援助[2]。
- 1971年（昭和46年）2月 - 小型船舶用船灯生産販売開始
- 1973年（昭和48年）10月 - 日星工業にKOITOブランドの補修用電球の生産を委託（後年日星工業も自社ブランド「POLARG（ポラーグ）」を1991年（平成3年）から展開する）[2]。
- 1974年（昭和49年）10月 - 自動車用小型電球の生産販売開始
- 1975年（昭和50年）8月 - ジェット噴射式ヘッドランプクリーナー生産販売開始
- 1978年（昭和53年）7月 - ハロゲン・ヘッドランプ生産販売開始
- 1979年（昭和54年）6月 - 異形ヘッドランプ生産販売開始
- 1980年（昭和55年）4月 - ハイブリッドIC開発・生産販売開始
- 1982年（昭和57年）10月 - ハロゲン電球の生産販売開始
- 1989年（平成元年）3月 - 米国人投資家ブーン・ピケンズ（英語版）が、株式の20%を取得し、筆頭株主となり、以降、取締役就任の要求など経営に関し様々な要求を行う（小糸製作所株買収事件）。
- 1991年（平成3年）4月 - ピケンズが撤退を宣言。同年6月持ち株は麻布建物に譲渡され事件は完全終結。
- 1996年（平成8年）8月 - GDHL生産販売開始。
- 2000年（平成12年）8月 - 2灯式GDHL生産販売開始。
- 2005年（平成17年）11月 - 小糸九州株式会社を佐賀市に設立。
- 2007年（平成19年）3月 - 広州小糸車灯有限公司 工場開設。
- 2011年（平成25年）8月 - 小糸工業株式会社が、航空機座席事業を残し事業持株会社となり「KIホールディングス株式会社」に改称。残りの事業は「コイト電工株式会社」として分社。
- 2013年（平成25年）3月22日 - 私的独占の禁止及び公正取引の確保に関する法律（独占禁止法）違反容疑で公正取引委員会による自動車メーカーのランプ関連の見積もり合わせに対しての排除措置命令及び課徴金納付命令がなされる[3]。
- 2015年（平成27年）4月1日 - 創業100周年。
- 2018年（平成30年）5月31日 - 前述の自動車メーカーランプ関連の見積もり合わせに対して公正取引委員会の審決がなされる[4]。
- 2019年（平成31年）3月 - PT. インドネシア・コイト 工場拡張。
- 2019年（令和元年）
  - 6月19日 - KIホールディングスに対する株式公開買付けを実施し、92.37%の株式を取得[5]。
  - 8月 - 株式売渡請求によりKIホールディングスを完全子会社化[6]。
- 2020年（令和2年）4月 - KIホールディングスを吸収合併[7]。
- 2023年（令和5年）3月 - 港区から品川区に本社を移転[8]。

## 生産拠点

### 日本国内
創業者の小糸源六郎が静岡県出身ということで静岡県に事業所が多い。
- 東京本社 - 東京都品川区
- 静岡工場 - 静岡県静岡市清水区
  - 技術センター
- 榛原工場 - 静岡県牧之原市
- 相良工場 - 静岡県牧之原市
- 富士川工機工場 - 静岡県富士市
- 小糸九州株式会社 - 佐賀県佐賀市

### 日本国外

#### アジア
- INDIA JAPAN LIGHTING PRIVATE LIMITED
- THAI KOITO COMPANY LIMITED
- PT. INDONESIA KOITO
- 上海小糸車灯有限公司
- 上海小糸車灯有限公司技術中心
- 広州小糸車灯有限公司
- 福州小糸大億車灯有限公司
- 常州小糸今創交通設備有限公司
- 大億交通工業製造股份有限公司

#### ヨーロッパ
- Koito Europe Limited
- Koito Europa NV
- Koito Czech s.r.o

#### 北アメリカ
- North American Lighting,Inc.Salem plant
- North American Lighting,Inc.Flora plant
- North American Lighting,Inc.Paris plant
- North American Lighting,Inc.Alabama plant
- North American Lighting,Inc.Technical Center
- KPS N.A., INC.

#### 中南米
- NAL México
- NAL Brasil

## 不祥事
航空機座席の耐火・衝撃試験の記録を改竄・捏造して納品していたとして、2010年2月8日、国土交通省から業務改善勧告を出された。国内外32社の約1000機に納入された15万席すべての生産過程に何らかの不正があったことが疑われている。

## 提供番組
- 木曜洋画劇場（テレビ東京）60秒→一旦テレビ提供番組消滅を経て2014年4月10日 - 2018年9月和風総本家（テレビ大阪制作テレビ東京系）→2018年10月 - 2020年3月19日二代目和風総本家（同）30秒
  - 「木曜8時のコンサート」2時間スペシャル放送時は提供休止するため「和風総本家」の2時間(または90分)スペシャルの際に休止分を振り替える。「木曜8時のコンサート」終了後も「主治医が見つかる診療所」2時間スペシャルなどの編成時は提供を休止するため翌「二代目〜」の際に休止分を振り替えたが2020年3月をもって終了。
- 文化放送ホームランナイター（文化放送）※2018年をもって番組終了。
- MBSタイガースナイター（MBSラジオ）※2014年から「MBSベースボールパーク」にタイトル再変更
- DRAMATIC BASEBALL（BS日テレ）
- 美しい日本に出会う旅（BS-TBS）
- 土曜劇場（BS朝日）
- 京セラドーム大阪内に広告を出している。
- テレ玉、チバテレ、テレビ神奈川、静岡県の民放4局（静岡放送・テレビ静岡・静岡朝日テレビ・静岡第一テレビ）ではスポット枠にてCMを放送。